# KBS 뉴스 7 경기·인천
《KBS 뉴스 7 경기·인천》은 KBS 경인 1TV에서 매주 평일 오후 7시 20분에 방송 중인 경기 인천 지역 저녁 종합 뉴스 프로그램이다.

## 개요
KBS 경인 7시 뉴스로 읽는다.

## 앵커
| 대수 | 진행자             | 진행 기간                          | 비고        |
| ---- | ------------------ | ---------------------------------- | ----------- |
| 1대  | 도경완 前 아나운서 | 2010년 9월 13일 ~ 2010년 12월 31일 |             |
| 2대  | 오태훈 아나운서    | 2011년 1월 3일 ~ 2011년 2월 28일   |             |
| 3대  | 장민정 아나운서    | 2011년 3월 1일 ~ 2012년 7월 11일   |             |
| 4대  | 강려원 아나운서    | 2012년 7월 12일 ~ 2016년 4월 13일  |             |
| 5대  | 서수진 아나운서    | 2016년 4월 18일 ~ 2016년 5월 27일  |             |
| 6대  | 강승희 아나운서    | 2016년 5월 30일 ~ 2024년 12월 30일 | [ 1 ] [ 2 ] |
| 7대  | 이가회 아나운서    | 2024년 12월 31일 ~ 현재            |             |

## 경쟁 프로그램
- OBS 뉴스 경인 530 (OBS 경인TV)